# Paolo Banchero
Paolo Banchero (Seattle, 12 november 2002) is een Amerikaans-Italiaans basketballer.

## Carrière
Banchero speelde collegebasketbal voor de Duke Blue Devils van 2021 tot 2022. Hij werd als eerste gekozen in de NBA draft van 2022 door de Orlando Magic. Hij speelde dat jaar ook in de NBA Summer League voor Orlando maar kreeg na twee wedstrijden al rust.
Banchero die over zowel de Amerikaanse als Italiaanse nationaliteit (sinds 2020) beschikt werd geselecteerd door Italië voor de kwalificatie wedstrijden van EuroBasket 2022 maar speelde uiteindelijk geen wedstrijd. Hij maakte in 2023 zijn debuut voor de Amerikaanse nationale ploeg op het WK 2023.

## Privéleven
Zijn neef Chris Banchero is ook een profbasketballer. Zijn moeder Rhonda Smith was een profbasketbalster.

## Erelijst
- NBA Rookie of the Year: 2023
- NBA All-Rookie First Team: 2023

## Statistieken

### Regulier seizoen
| Seizoen  | Team          | WG | WS | MPW  | 2P%  | 3P%  | FW%  | RPW | APW | SPW | BPW | PPW  |
| -------- | ------------- | -- | -- | ---- | ---- | ---- | ---- | --- | --- | --- | --- | ---- |
| 2022/23  | Orlando Magic | 72 | 72 | 33,8 | 42,7 | 29,8 | 73,8 | 6,9 | 3,7 | 0,8 | 0,5 | 20,0 |
| Carrière | Carrière      | 72 | 72 | 33,8 | 42,7 | 29,8 | 73,8 | 6,9 | 3,7 | 0,8 | 0,5 | 20,0 |